# مطار يانتاي بينجلاي الدولي
مطار يانتاي بينجلاي الدولي (بالصينية: 烟台蓬莱国际机场) مطار عام يقع بمدينة يانتاى في شاندونغ في الصين. يبلغ طول المدرج 3400 م . بدأ البناء رسميًا في 26 ديسمبر 2009، وافتتح المطار في 28 مايو 2015، نقلت جميع الرحلات الجوية من مطار لايشان القديم. هبطت الرحلة الأولى،  رقم MU5136 التابعة لخطوط شرق الصين من بكين في الساعة 00:05 يوم 28 مايو. كان يُطلق عليه في الأصل مطار يانتاي جاوشي الدولي (بالصينية: 烟台 潮水 国际 机场)، اعتمد المطار الاسم الحالي في أبريل 2014.

## شركات الطيران والوجهات
| شركـات طيـران          | الوجهات |
| ---------------------- | --- |
| 9 Air                  | مطار داليان الدولي |
| Air Chang'an           | مطار شيان شيانيانغ الدولي |
| طيران الصين            | مطار بكين العاصمة الدولي، مطار تشانغتشون الدولي، مطار جينغديو الجديد، مطار هانغتشو شياوشان الدولي، مطار ووهان الدولي |
| Air Guilin             | مطار هاربين الدولي، مطار شنيانغ الدولي، مطار تشنغتشو الدولي |
| Air Travel ‏            | مطار تشانغشا هوانغوا الدولي، مطار غايلي هوانغبينغ، مطار سنن شوفانغ الدولي، مطار تشانغجياجيه هيهوا |
| Chengdu Airlines       | مطار داتشينغ سارتو، مطار قوييانغ لونغدونغابو الدولي، مطار جينينغ كوفو، مطار نانتشانغ تشانغبى الدولي، مطار نانيانغ يانتشنغ |
| خطوط شرق الصين الجوية  | مطار باوتو يرليبان، مطار بكين داشينغ الدولي، مطار تشانغتشون الدولي، مطار تشانغشا هوانغوا الدولي، مطار تشنغدو شوانغليو الدولي، مطار جينغديو الجديد، مطار تشيفنغ يولونغ، مطار تشونغتشينغ جيانغبى الدولي، مطار داليان الدولي، مطار داتشينغ سارتو، مطار قويلين يانغ جيانغ الدولي، مطار هانغتشو شياوشان الدولي، مطار هاربين الدولي، مطار حيفي شينكياو الدولي، مطار هوهوت بايتا الدولي، مطار هوانغشان تونشي الدولي، مطار جياموسي دونغاجياو، مطار كونمينغ جانغشوي الدولي، مطار لانتشو تشونغ تشوان، مطار مودانجيانغ هايلانغ، مطار نانتشانغ تشانغبى الدولي، مطار نانجينغ الدولي، مطار نينغبو ليش الدولي، مطار إنتشون الدولي، مطار شانغهاي هونغكياو الدولي، مطار شانغهاي بودنغ الدولي، مطار شنيانغ الدولي، مطار شينزين باوان الدولي، مطار شانغي سنغافورة، مطار تاييوان وسو الدولي، مطار ووهان الدولي، مطار شيامن قاوتشي الدولي، مطار شيان شيانيانغ الدولي، مطار يانجي تشاويانغتشوان، مطار ينتشوان خه دونغ، مطار تشنغتشو الدولي، مطار تشوشان بوتوشان |
| طيران الصين اكسبرس     | مطار باوتو يرليبان، مطار تشونغتشينغ جيانغبى الدولي، مطار قوييانغ لونغدونغابو الدولي |
| خطوط جنوب الصين الجوية | مطار قوانغتشو باييون الدولي، مطار هاربين الدولي، مطار ووهان الدولي |
| China United Airlines  | مطار بكين داشينغ الدولي، مطار اوردوس إيجين هورو |
| طيران جي إكس           | مطار تشانغشا هوانغوا الدولي، مطار قانتشو هوانتشين، مطار جينينغ كوفو |
| خطوط هاينان الجوية     | مطار تشانغشا هوانغوا الدولي، مطار هانغتشو شياوشان الدولي، مطار هاربين الدولي |
| Jiangxi Air            | مطار نينغبو ليش الدولي، مطار شنيانغ الدولي |
| Jeju Air               | مطار إنتشون الدولي |
| Joy Air                | مطار داليان الدولي |
| طيران لونج             | مطار تشوهاى سانزو |
| خطوط طيران أوكاي       | مطار هاربين الدولي |
| OTT Airlines           | مطار اوردوس إيجين هورو |
| Qingdao Airlines       | مطار تشانغتشون الدولي، مطار تشونغتشينغ جيانغبى الدولي، مطار فوتشو تشانغله الدولي، مطار هايلار دونغشان، مطار هاربين الدولي |
| Ruili Airlines         | مطار هايلار دونغشان، مطار كونمينغ جانغشوي الدولي، مطار وشهان شهينوفينغ |
| خطوط شاندونغ الجوية    | مطار أنشهون هوانغشو، مطار بكين العاصمة الدولي، مطار تشانغتشون الدولي، مطار تشيفنغ يولونغ، مطار تشونغتشينغ جيانغبى الدولي، مطار داتشينغ سارتو، مطار فوتشو تشانغله الدولي، مطار قوانغتشو باييون الدولي، مطار قويلين يانغ جيانغ الدولي، مطار قوييانغ لونغدونغابو الدولي، مطار هايكو ميلان الدولي، مطار هانغتشو شياوشان الدولي، مطار هاربين الدولي، مطار حيفي شينكياو الدولي، ، مطار جياموسي دونغاجياو، مطار جينان الدولي، مطار كونمينغ جانغشوي الدولي، مطار مانزهولوي شيجياو، مطار ميانيانغ نانيجو، مطار مودانجيانغ هايلانغ، مطار نانجينغ الدولي، مطار تشيتشيهار سانجيازي، مطار إنتشون الدولي، مطار شانغهاي هونغكياو الدولي، مطار شينزين باوان الدولي، مطار شيجياتشوانغ تشنغدينغ الدولي، مطار أورومتشي الدولي، مطار ووهان الدولي، مطار شيامن قاوتشي الدولي، مطار شيان شيانيانغ الدولي، مطار شينينغ الدولي، مطار ينتشوان خه دونغ، مطار تشنغتشو الدولي، مطار تشوهاى سانزو                                                                      |
| خطوط شانغهاي الجوية    | مطار داندونغ لانغتو، مطار هاربين الدولي، مطار شانغهاي هونغكياو الدولي، مطار ونزهو يونجقيانج الدولي |
| خطوط شينزين الجوية     | مطار تشانغتشون الدولي، مطار تشانغشا هوانغوا الدولي، مطار جينغديو الجديد، مطار قوانغتشو باييون الدولي، مطار هاربين الدولي، مطار مانزهولوي شيجياو، مطار نانجينغ الدولي، مطار جينجيانغ تشيوانتشو، مطار شنيانغ الدولي، مطار شينزين باوان الدولي، مطار سنن شوفانغ الدولي، مطار ييتشانغ سانشيا، مطار يونتشنغ قوانقونغ، مطار تشنغتشو الدولي |
| خطوط سيتشوان الجوية    | مطار جينغديو الجديد، مطار تشونغتشينغ جيانغبى الدولي، مطار هاربين الدولي، مطار شيان شيانيانغ الدولي |
| سبرينغ (شركة طيران)    | مطار جييانغ شاوشان، مطار لانتشو تشونغ تشوان، مطار نانتونغ شينغ دونغ |
| خطوط تيانجين الجوية    | مطار داليان الدولي، مطار قانتشو هوانتشين، مطار تيانجين الدولي، مطار شيان شيانيانغ الدولي |
| طيران التبت            | مطار غولمود، مطار لاسا الدولي |

## وصلات خارجية
- http://www.flightstats.com/go/Airport/airportDetails.do?airportCode=